# Rehainviller
Rehainviller és un municipi francès situat al departament de Meurthe i Mosel·la i a la regió del Gran Est. L'any 2007 tenia 833 habitants.

## Demografia

### Població
El 2007 la població de fet de Rehainviller era de 833 persones. Hi havia 302 famílies, de les quals 40 eren unipersonals (24 homes vivint sols i 16 dones vivint soles), 95 parelles sense fills, 135 parelles amb fills i 32 famílies monoparentals amb fills.
La població ha evolucionat segons el següent gràfic:
Habitants censats

### Habitatges
El 2007 hi havia 323 habitatges, 306 eren l'habitatge principal de la família i 16 estaven desocupats. 291 eren cases i 31 eren apartaments. Dels 306 habitatges principals, 254 estaven ocupats pels seus propietaris, 47 estaven llogats i ocupats pels llogaters i 6 estaven cedits a títol gratuït; 2 tenien una cambra, 1 en tenia dues, 19 en tenien tres, 77 en tenien quatre i 207 en tenien cinc o més. 234 habitatges disposaven pel capbaix d'una plaça de pàrquing. A 130 habitatges hi havia un automòbil i a 162 n'hi havia dos o més.

### Piràmide de població
La piràmide de població per edats i sexe el 2009 era:
| Homes | Edats   | Dones |
| ----- | ------- | ----- |
| 0     | 95 o +  | 0     |
| 0     | 90 a 94 | 0     |
| 0     | 85 a 89 | 4     |
| 4     | 80 a 84 | 0     |
| 12    | 75 a 79 | 12    |
| 12    | 70 a 74 | 32    |
| 12    | 65 a 69 | 12    |
| 20    | 60 a 64 | 28    |
| 40    | 55 a 59 | 28    |
| 40    | 50 a 54 | 28    |
| 40    | 45 a 49 | 44    |
| 28    | 40 a 44 | 28    |
| 40    | 35 a 39 | 40    |
| 16    | 30 a 34 | 28    |
| 16    | 25 a 29 | 12    |
| 36    | 20 a 24 | 20    |
| 28    | 15 a 19 | 32    |
| 52    | 10 a 14 | 28    |
| 28    | 5 a 9   | 28    |
| 24    | 0 a 4   | 24    |

## Economia
El 2007 la població en edat de treballar era de 569 persones, 394 eren actives i 175 eren inactives. De les 394 persones actives 363 estaven ocupades (187 homes i 176 dones) i 32 estaven aturades (15 homes i 17 dones). De les 175 persones inactives 70 estaven jubilades, 67 estaven estudiant i 38 estaven classificades com a «altres inactius».

### Ingressos
El 2009 a Rehainviller hi havia 333 unitats fiscals que integraven 877 persones, la mediana anual d'ingressos fiscals per persona era de 19.126 €.

### Activitats econòmiques
Dels 21 establiments que hi havia el 2007, 1 era d'una empresa extractiva, 4 d'empreses de fabricació d'altres productes industrials, 3 d'empreses de construcció, 4 d'empreses de comerç i reparació d'automòbils, 3 d'empreses d'hostatgeria i restauració, 1 d'una empresa financera, 1 d'una empresa immobiliària, 2 d'empreses de serveis, 1 d'una entitat de l'administració pública i 1 d'una empresa classificada com a «altres activitats de serveis».
Dels 5 establiments de servei als particulars que hi havia el 2009, 1 era un guixaire pintor, 1 lampisteria, 1 electricista, 1 perruqueria i 1 agència immobiliària.
L'any 2000 a Rehainviller hi havia 8 explotacions agrícoles.

## Equipaments sanitaris i escolars
El 2009 hi havia una escola elemental integrada dins d'un grup escolar amb les comunes properes formant una escola dispersa.

## Poblacions més properes
El següent diagrama mostra les poblacions més properes.